# Província de Santa Cruz de Tenerife
La província de Santa Cruz de Tenerife es troba a les Illes Canàries, formada per les illes de La Palma, La Gomera, El Hierro, i Tenerife, així com per una sèrie d'illots adjacents (Salmor, Garachico, i Anaga). La capital és la ciutat homònima situada a l'illa de Tenerife. L'any 2007 tenia 983.820 habitants segons l'INE, dels quals el 24% es concentraven a la capital.
La província conté tres parcs nacionals, més que cap altra província d'Espanya: el Parc Nacional de la Caldera de Taburiente a La Palma, el Parc Nacional de Garajonay a l'illa de la Gomera i el Parc Nacional del Teide, que inclou el volcà del Teide, la muntanya més alta de l'estat espanyol.

## Història
La província es va crear l'any 1927 quan es va escindir de l'antiga província de les Canàries en les noves províncies de Las Palmas i Santa Cruz de Tenerife. Fora de les Canàries, també es coneix amb la denominació de Tenerife, quan en realitat és l'illa més poblada i extensa de la província.

## Administració
A diferència de la majoria de les províncies d'Espanya, la província de Santa Cruz de Tenerife manca de qualsevol òrgan administratiu comú per tota la província. Les competències que normalment ostenten les diputacions provincials se les reparteixen entre el Govern de Canàries i els Cabildos Insulars. El Boletín Oficial de la Provincia de Santa Cruz de Tenerife està editat pel Govern de Canàries.

## Partits judicials

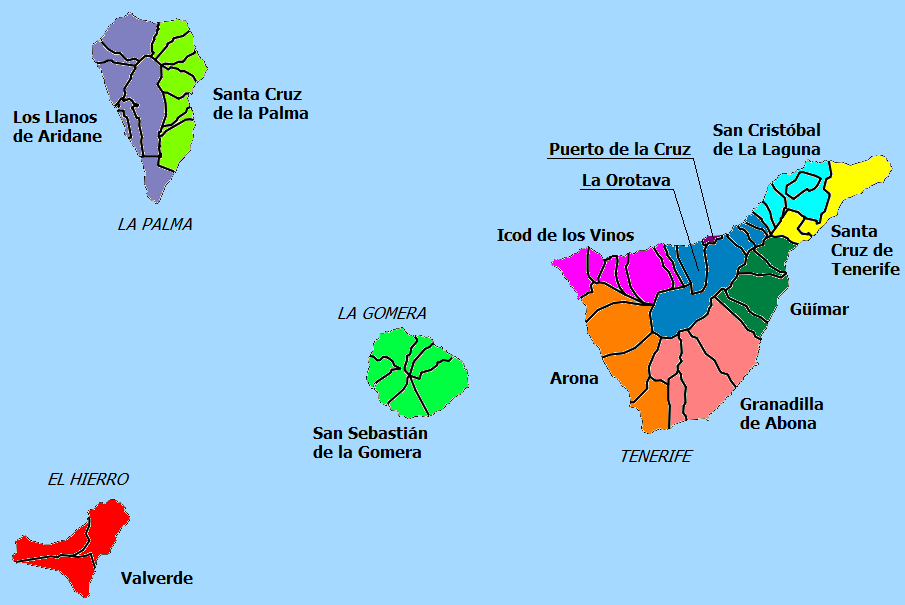
Mapa polític dels partits judicials de Santa Cruz de Tenerife (els colors representen partits judicials i els límits en negre els termes municipals)

La província de Santa Cruz de Tenerife està dividida administrativament en 12 partits judicials, dels quals 8 corresponen a l'illa de Tenerife, 2 a La Palma, 1 a El Hierro i 1 a La Gomera.
|    | Partit judicial            | Illa      | Mun. | Població (hab) [2009] | Superfície (km²) | Densitat (hab/km²) |
| -- | -------------------------- | --------- | ---- | --------------------- | ---------------- | ------------------ |
| 1  | Granadilla de Abona        | Tenerife  | 4    | 154.404               | 383,4            | 402,7              |
| 2  | San Sebastián de la Gomera | La Gomera | 6    | 22.769                | 369,8            | 61,8               |
| 3  | Santa Cruz de Tenerife     | Tenerife  | 2    | 239.599               | 190,0            | 1.261,1            |
| 4  | Santa Cruz de La Palma     | La Palma  | 7    | 44.045                | 281,0            | 156,8              |
| 5  | Icod de los Vinos          | Tenerife  | 6    | 48.390                | 264,3            | 183,1              |
| 6  | Valverde                   | El Hierro | 3    | 10.892                | 268,7            | 40,5               |
| 7  | San Cristóbal de La Laguna | Tenerife  | 4    | 193.885               | 176,9            | 1.096,2            |
| 8  | Orotava, La                | Tenerife  | 6    | 115.203               | 340,1            | 338,7              |
| 9  | Los Llanos de Aridane      | La Palma  | 7    | 42.951                | 427,4            | 100,5              |
| 10 | Puerto de la Cruz          | Tenerife  | 1    | 32.219                | 8,7              | 3.690,6            |
| 11 | Güímar                     | Tenerife  | 4    | 50.257                | 231,5            | 217,1              |
| 12 | Arona                      | Tenerife  | 4    | 154.404               | 383,4            | 402,7              |
|    | Santa Cruz de Tenerife     |           | 88   | 1.020.490             | 3.381,2          | 301,8              |